# NGC 931

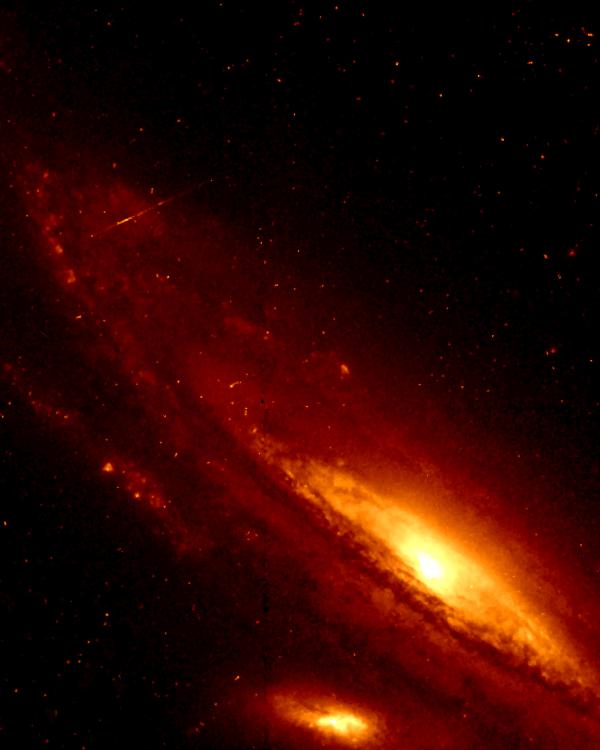
NGC 931 par le télescope Hubble.

NGC 931 est une vaste galaxie spirale située dans la constellation du Triangle. NGC 931 a été découverte par l'astronome prussien Heinrich d'Arrest en 1865.

## Caractéristiques
Sa vitesse par rapport au fond diffus cosmologique est de (4760 ± 16) km/s, ce qui correspond à une distance de Hubble de 70,2 ± 4,9 Mpc (∼229 millions d'al).
À ce jour, 13 mesures non basées sur le décalage vers le rouge (redshift) donnent une distance de 47,131 ± 7,630 Mpc (∼154 millions d'al), ce qui est nettement à l'extérieur des valeurs de la distance de Hubble. Notons cependant que c'est avec la valeur moyenne des mesures indépendantes, lorsqu'elles existent, que la base de données NASA/IPAC calcule le diamètre d'une galaxie et qu'en conséquence le diamètre de NGC 931 pourrait être d'environ 91,9 kpc (∼300 000 al) si on utilisait la distance de Hubble pour le calculer.
La classe de luminosité de NGC 931 est II-III et elle présente une large raie HI. NGC 931 est aussi une galaxie active de type Seyfert 1 (Sy 1). NGC 931 est une galaxie dont le noyau brille dans le domaine de l'ultraviolet. Elle est inscrite dans le catalogue de Markarian sous la cote Mrk 1040 (MK 1040).
En raison d'une brillance de surface égale à 14,04 mag/am2, on peut qualifier NGC 931 de galaxie à faible brillance de surface (LSB en anglais pour low surface brightness). Les galaxies LSB sont des galaxies diffuses (D) avec une brillance de surface inférieure de moins d'une magnitude à celle du ciel nocturne ambiant.

## Supernova
La supernova SN 2009lw a été découverte dans NGC 931 le 24 janvier 2009 par W. Li, S. B. Cenko et A. V. Filippenko de l'université de Californie à Berkeley dans le cadre du programme LOSS (Lick Observatory Supernova Search) de l'observatoire Lick. Cette supernova était de type Ib/IIb.

## Groupe de NGC 940
NGC 931 fait partie d'un groupe de galaxies d'au moins 8 membres, le groupe de NGC 940. Outre NGC 931 et NGC 940, cinq autres galaxies du groupe sont UGC 1856, UGC 1963, UGC 2008, PGC 9400 et CGCG 504-97. La dernière galaxie du groupe pourrait être PGC 212995. C'est une petite galaxie au nord de NGC 931 dont la distance de Hubble est égale à 67.4.2 ± 5,2 Mpc (∼220 millions d'al) . À en juger par l'image, ces deux galaxies sont peut-être en collision, mais aucun des sites consultés n'en fait mention.